# St. Martin (Riegel am Kaiserstuhl)

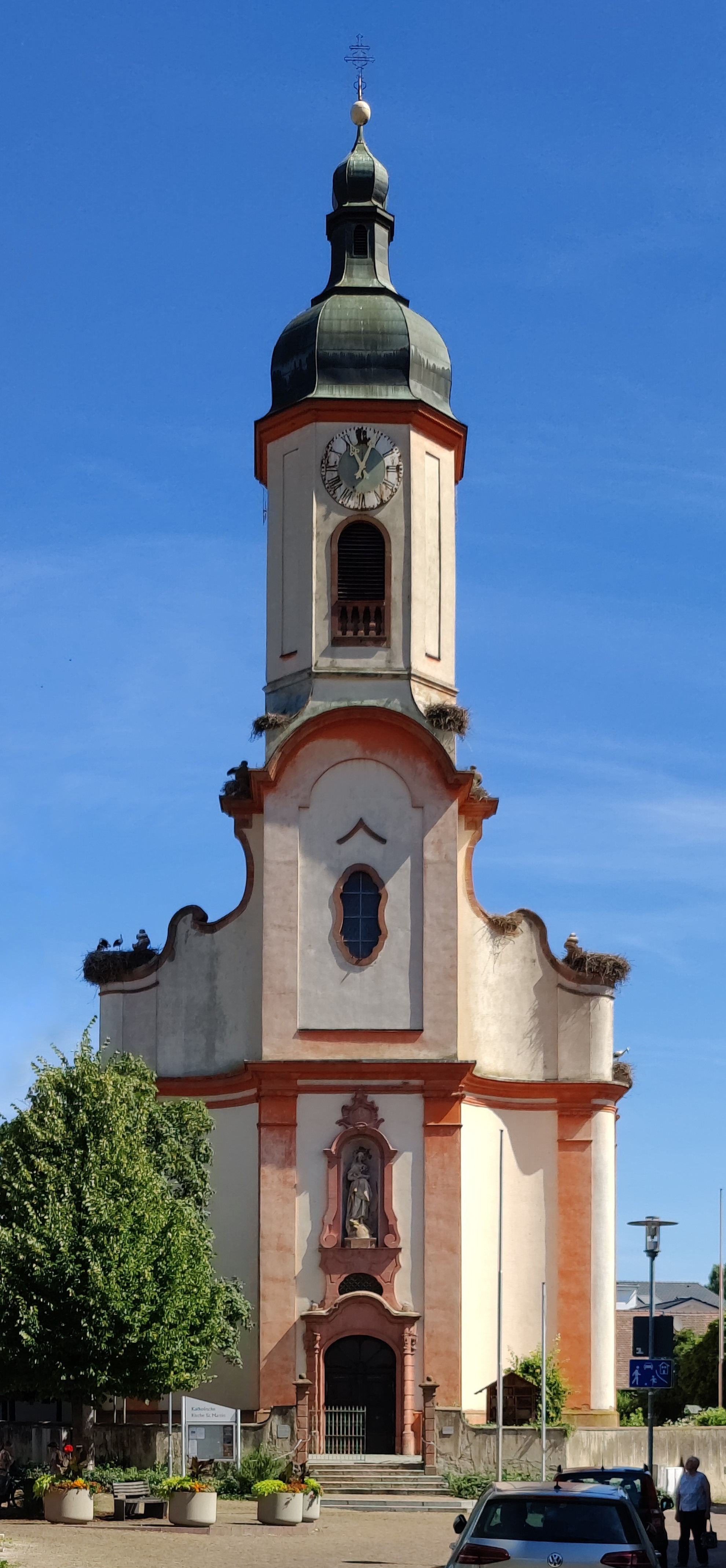
Pfarrkirche St. Martin Riegel

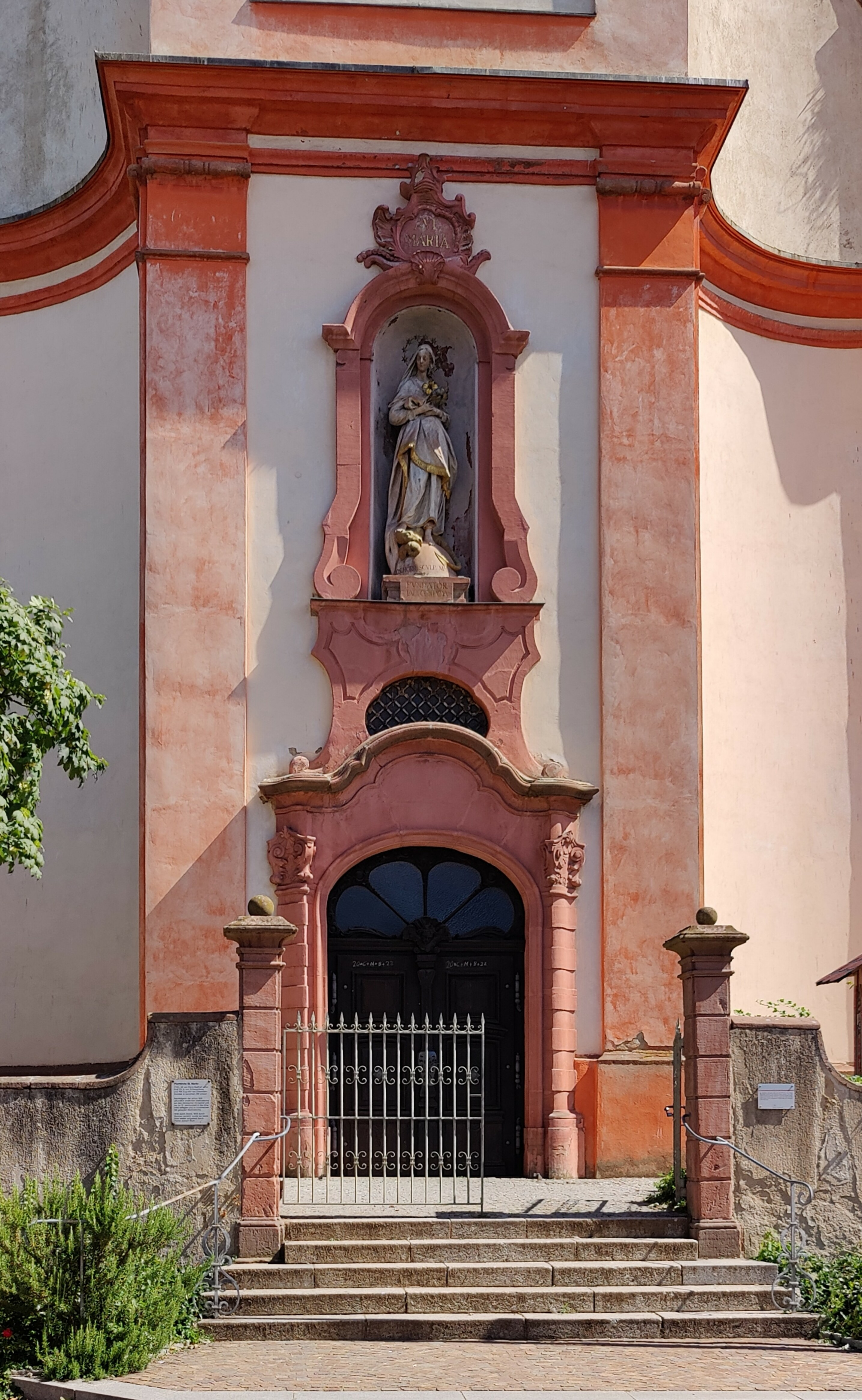
Portal

St. Martin ist die römisch-katholische Pfarrkirche von Riegel am Kaiserstuhl im Landkreis Emmendingen des Landes Baden-Württemberg. Die Pfarrgemeinde gehört zur Seelsorgeeinheit Nördlicher Kaiserstuhl des Erzbistums Freiburg. St. Martin, eine barocke Saalkirche, ist bereits die dritte Kirche mit diesem Patronat an dieser Stelle.

## Martinskirche auf dem Fronhofbuck
Die erste Martinskirche soll bereits im 6. oder 7. Jahrhundert auf dem sogenannten Fronhofbuck (westlich des Friedhofes) erbaut worden sein. Sie diente dort als Eigenkirche eines fränkischen Königshofes. Einen Hinweis darauf gibt das Patrozinium, denn Bischof Martin von Tours wurde besonders vom fränkischen Königshaus der Merowinger verehrt. So datiert die erste schriftliche Erwähnung in die 2. Hälfte des 10. Jahrhunderts.

## Die romanische Martinskirche
Aber vermutlich bereits in der 2. Hälfte des 12. Jahrhunderts wurde die Kirche an den heutigen Standort verlegt und im romanischen Stil erbaut. Deutlich ist der romanische Turm auf dem ältesten Gemälde der Gemeinde Riegel am Kaiserstuhl aus dem Jahre 1709 zu sehen. Die mittelalterlichen Mauerzüge wurden beim Anlegen der neuen Heizungsanlage im Oktober 1996 sichtbar. Sie sind Hinweise für verschiedene Kirchenerweiterungen. Aber auch schriftlich lässt sich der Anbau eines spätgotischen Chors Ende des 15. Jahrhunderts belegen. Während des Dreißigjährigen Krieges erlitt die Kirche starke Beschädigungen, besonders nach der Schlacht 1633 unter dem schwedischen General Gustaf Horn. Darauf folgten Raubzüge der Franzosen. Das Langhaus wurde während der Kriegshandlungen beschädigt und der obere Teil des Turmes heruntergeschossen, die drei Glocken geraubt und die Paramente verschleudert.
Im Jahre 1651 klagten die Gemeinen Teilherren über den Schaden und wollten ihn beheben. Die Bevölkerung war kriegsbedingt dezimiert, erst 1666 war die Zahl der Bewohner auf 800 Personen (von 150 im Jahre 1638) wieder gestiegen. Da aber die Finanzkraft der Gemeinde sehr gering war, ließ eine vollständige Wiederherstellung auf sich warten. Der Mitteilherr Generalmajor von Schütz empfahl die Einführung eines Klingelbeutels. Die Gemeinde erklärte sich bereit, mit Hand- und Fuhrfronen zu helfen, so dass 1666 die Kirche wiederhergestellt war. Zwei Jahre später wurden drei neue Glocken geweiht. Im Süden der romanischen Kirche befand sich der Friedhof.
1483 schenkte das Kloster Einsiedeln sein Patronatsrecht über die Riegeler Pfarrkirche und deren Kapellen dem Kloster Ettenheimmünster. 1716 gab das Kloster das Patronatsrecht an den damaligen Besitzer der Herrschaft Lichteneck, den Freiherrn von Garnier, weiter. Das Patronatsrecht blieb bis zum Verkauf 1812 mit der Herrschaft Lichteneck verbunden. Um 1740 hatte die Gemeinde bereits 1400 katholische Einwohner. Eine Modernisierung der Kirche war geplant.

## Die barocke Pfarrkirche bis 1936
Als Graf Christoph Anton von Schauenburg im Jahre 1741 nach dem Tod seines Vaters Hannibal den Lichteneck’schen Anteil (22/42) in Riegel erbte, empfand er die Kirche als zu klein und zu dunkel. Er beauftragte den Kenzinger Baumeister Franz Rudhart, einen Plan, Holzmodell und Kostenvoranschlag anzufertigen. Damit konnte er die beiden Mitteilherren, den Reichsfreiherrn Ferdinand Sebastian von Sickingen und Augustin Dornblüth, Abt des Klosters von Ettenheimmünster, von einem Neubau überzeugen. Am 7. März 1743 beschlossen die Riegeler Teilherren den Abriss und Neubau der Kirche. Trotz des Österreichischen Erbfolgekrieges wurde sofort mit dem Abriss der romanischen Kirche begonnen und der Turm gesprengt.
Die Apsis des Neubaus wurde neu geordnet. So war die romanische Kirche West-Ost ausgerichtet, der Neubau hingegen wurde in Nord-Süd-Richtung geplant. Alles Kalksteinmaterial wurde am Fuße des Michaelsberges gebrochen, fünfhundert Stämme Tannenholz wurden herbeigeschafft und vierzehn Eichenstämme für die Kirchenstühle geschlagen. So war denn auch der Rohbau Ende 1744 vollendet.
1745 ging es an die äußere und innere Ausstattung. Der Schreinermeister Franz Rudhart und seine Arbeiter lieferten die Türen, Bänke und die Orgelempore. Während die zahlreichen Stuckarbeiten von Johann Georg Gigl gefertigt wurden, wurden die Altar- und Deckengemälde von dem Vorarlberger Meister Benedikt Gambs gemalt. Die drei Glocken, eine kleine Orgel und eine Muttergottesstatue wurden aus der alten Pfarrkirche übernommen. Der Weihbischof Franz Karl Josef Fugger von Konstanz nahm am 3. August 1749 die Weihe der Kirche auf die Namen der Kirchenpatrone Sankt Martin und der hl. Apostel Peter und Paul vor.
Die Finanzierung des Projektes war sehr schwierig. So hat Franz Rudhart vor Baubeginn von 12000 Gulden gesprochen, der Kirchenfonds besaß lediglich 4000 Gulden. So sollte die politische Gemeinde noch zusätzlich 3000 Gulden geben, obwohl bereits die Kosten für das Langhaus und den Turm von ihr bezahlt wurden. Trotz des Protestes und unter der Belastung von kriegsbedingten Einquartierungen, Kontributionen und Fronleistungen wurde die Summe von der Bürgerschaft aufgebracht. Sogleich wurde aber eine Bittschrift an die vorderösterreichische Regierung in Freiburg gesandt, mit dem Inhalt, dass die Schuldenlast von den Zehntherren getragen werden solle. Doch weder der Abt des Klosters Ettenheimmünster noch der Graf von Schauenburg waren dazu bereit, dies einfach hinzunehmen. Nur der neue Bischof in Konstanz, Franz Konrad von Rodt, hatte ein Einsehen, und so zahlte das fürstbischöfliche Quartamt am 6. Januar 1751 noch 1000 Gulden. Als sich dann auch noch die politische Gemeinde zur Zahlung von weiteren 2000 Gulden bereit erklärte, konnten die Gesamtkosten von 19.410 Gulden gedeckt werden. Die Zehntherren trugen damals lediglich 9000 Gulden.
Im Oktober 1770 wurde eine Orgel des Orgelbauers Johann Andreas Silbermann aus Straßburg eingebaut. Im 19. Jahrhundert wurde das Instrument mehrfach repariert. 1917 mussten die Prospektpfeifen aus Zinn kriegsbedingt abgeliefert werden und 1929 folgte ein größerer Umbau.
Bis 1809 befand sich der Friedhof um die Kirche herum, dann wurde er an den heutigen Standort an der Forchheimer Straße verlegt, ebenso die von der Witwe Montfort 1746 gestiftete Kreuzigungsgruppe.
Das gesamte Mauerwerk des heutigen Kirchengebäudes und der 42 Meter hohe Turm sind bereits über 250 Jahre alt und zeigen noch heute die von Franz Rudhart geprägte schlanke, barocke Form. Der Turm endet in einer achteckigen Kuppelhaube. Das Langhaus hat die Außenmaße von fast 50 Meter Länge und 17,1 Meter Breite, während das Querschiff die Gesamtbreite von 25,5 Meter hat. Das Querschiff schneidet das Langhaus so, dass der Grundriss ein Kreuz abbildet. Über dem Hauptportal befindet sich seit 1781 eine 2,7 Meter hohe Sandsteinstatue der Maria Immaculata mit der Signatur des Joseph Hörr. Es ist das letzte und größte Marienbild des bekannten Freiburger Bildhauers († 1785). Dieses Marienbild ist eine Stiftung von Jakob Comaida, einem Italiener, der sich als Kaminfeger in Riegel niedergelassen hatte. Der Zugang führt durch den Vorraum unter dem Turm. Dann betritt man das 43,5 Meter lange, 15,05 Meter breite und 11,6 Meter hohe Langhaus unterhalb der Empore.
Zwischen 1856 und 1860 sowie zwischen 1901 und 1911 fanden mehrere Reparaturen statt. Erst 1903 wurden die 6,3 Meter hohen und 1,5 Meter breiten Fenster von Glasmaler Eugen Börner aus Offenburg mit Glasgemälden versehen. Sie schmolzen beim Brand 1936. Die Inschrift am zweiten Fenster der rechten Langhausseite lautete: Die im Jahre 1903 hergestellten Fenster wurden gestiftet zum Andenken an Hofrat Dr. Anton Winkler hier geboren 3. August 1821, † den 30. August 1892, Professor der technischen Hochschule zu Wien, von seinen dankbaren Erben Fr. X. Wehrle, Postverwalter a.o., dessen Schwester Karolina Klorer geb. Wehrle und dessen Ehefrau Franziska Wehrle geb. Haberer.

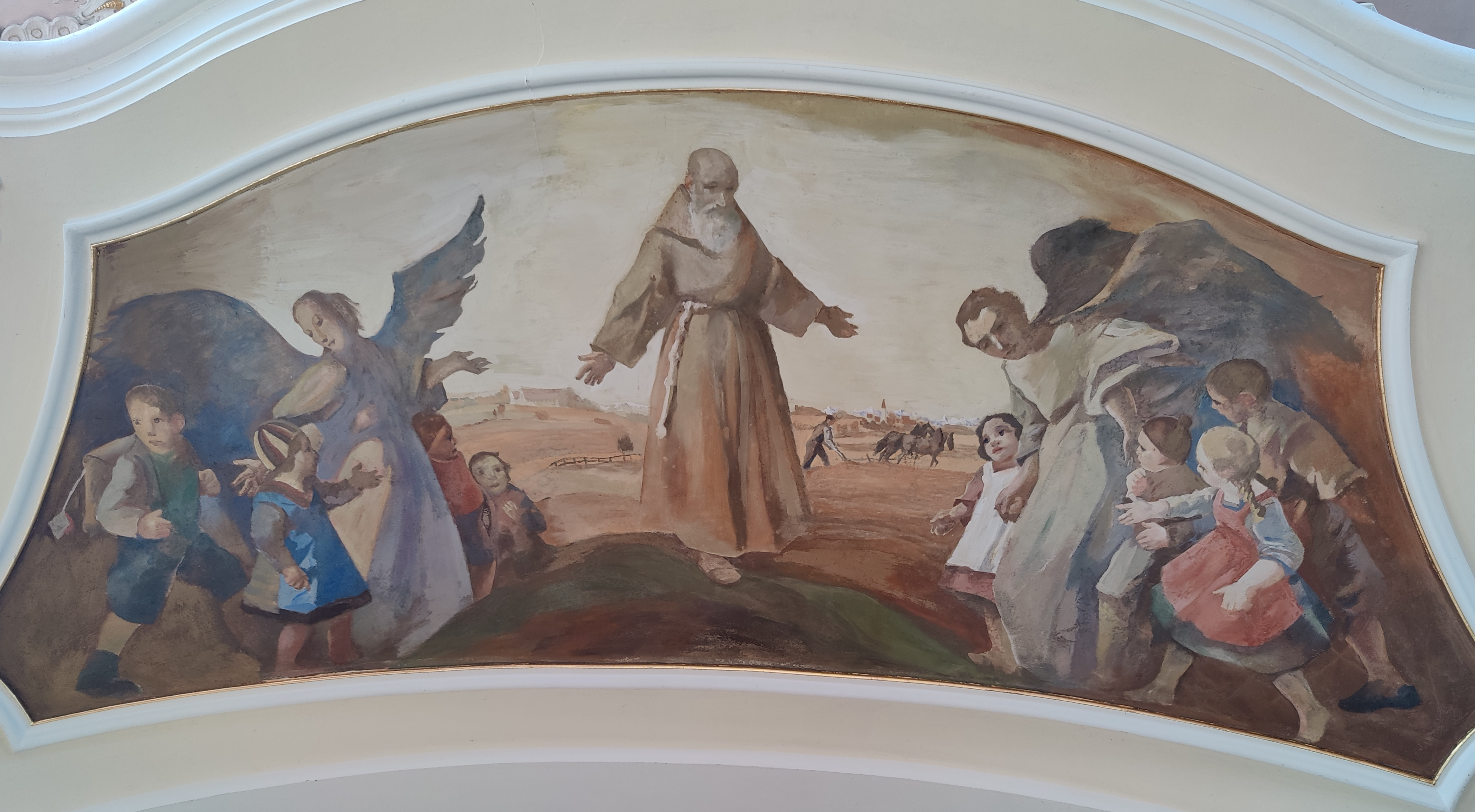
Emporengemälde

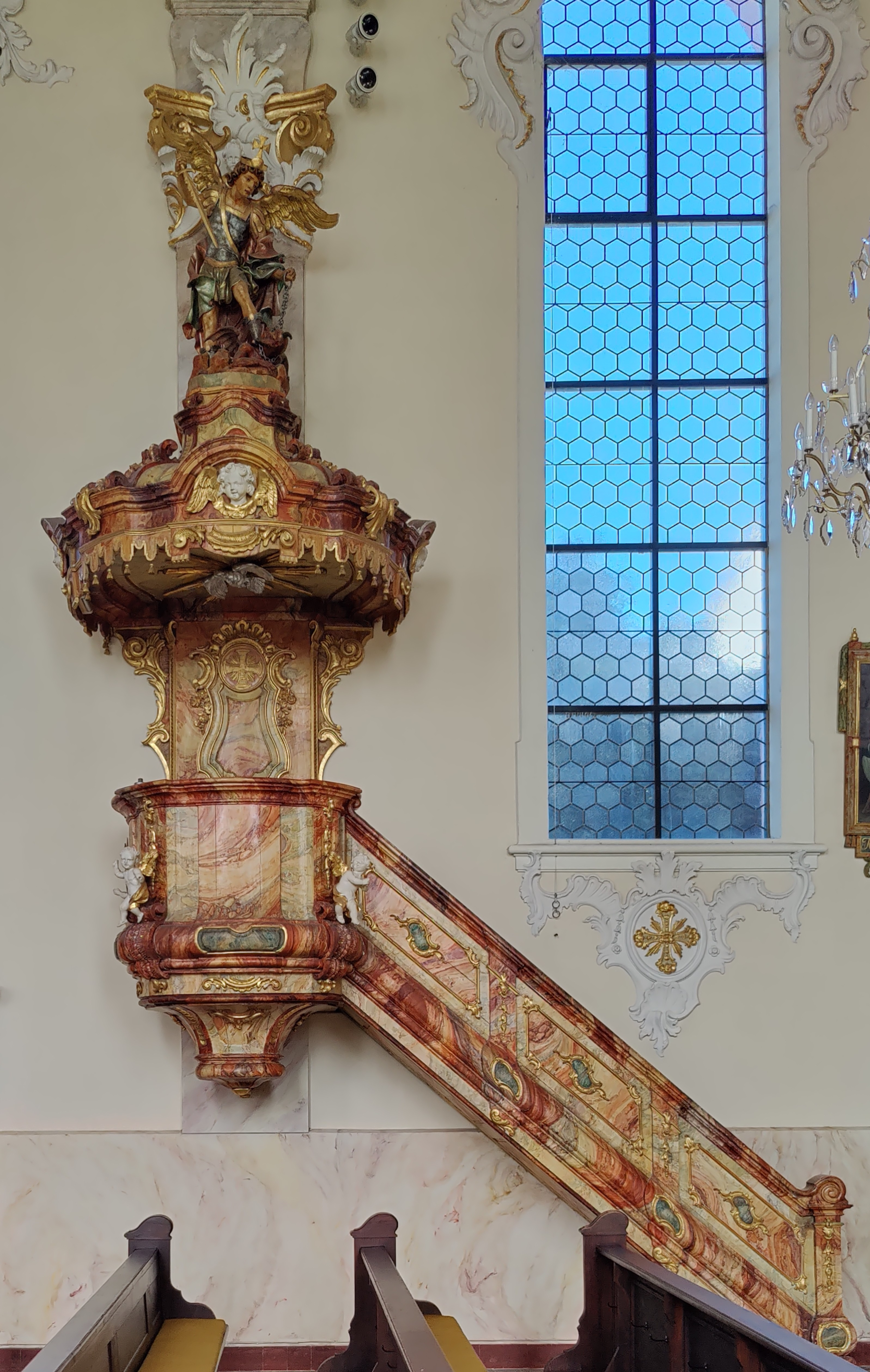
Kanzel

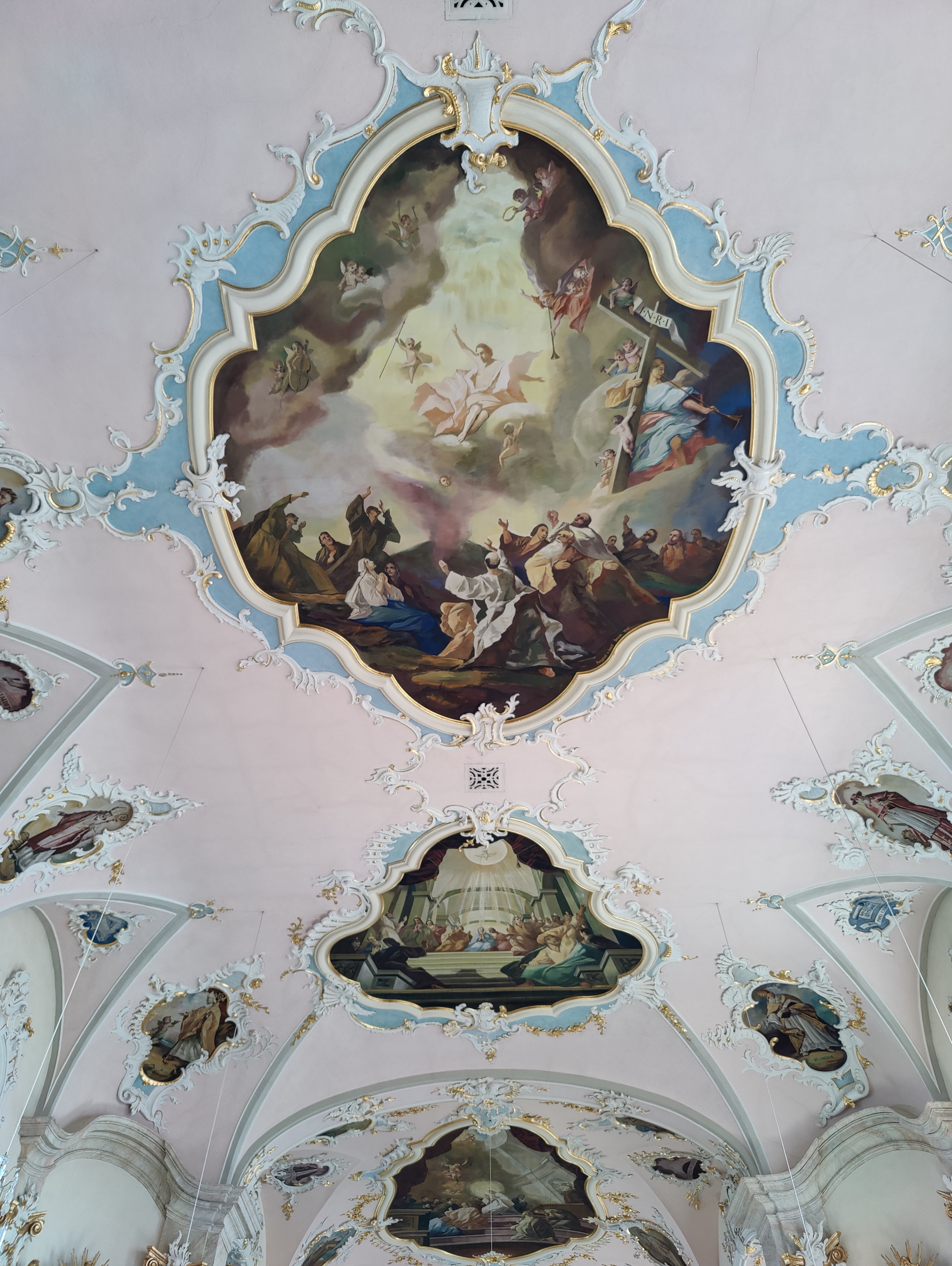
Deckengemälde

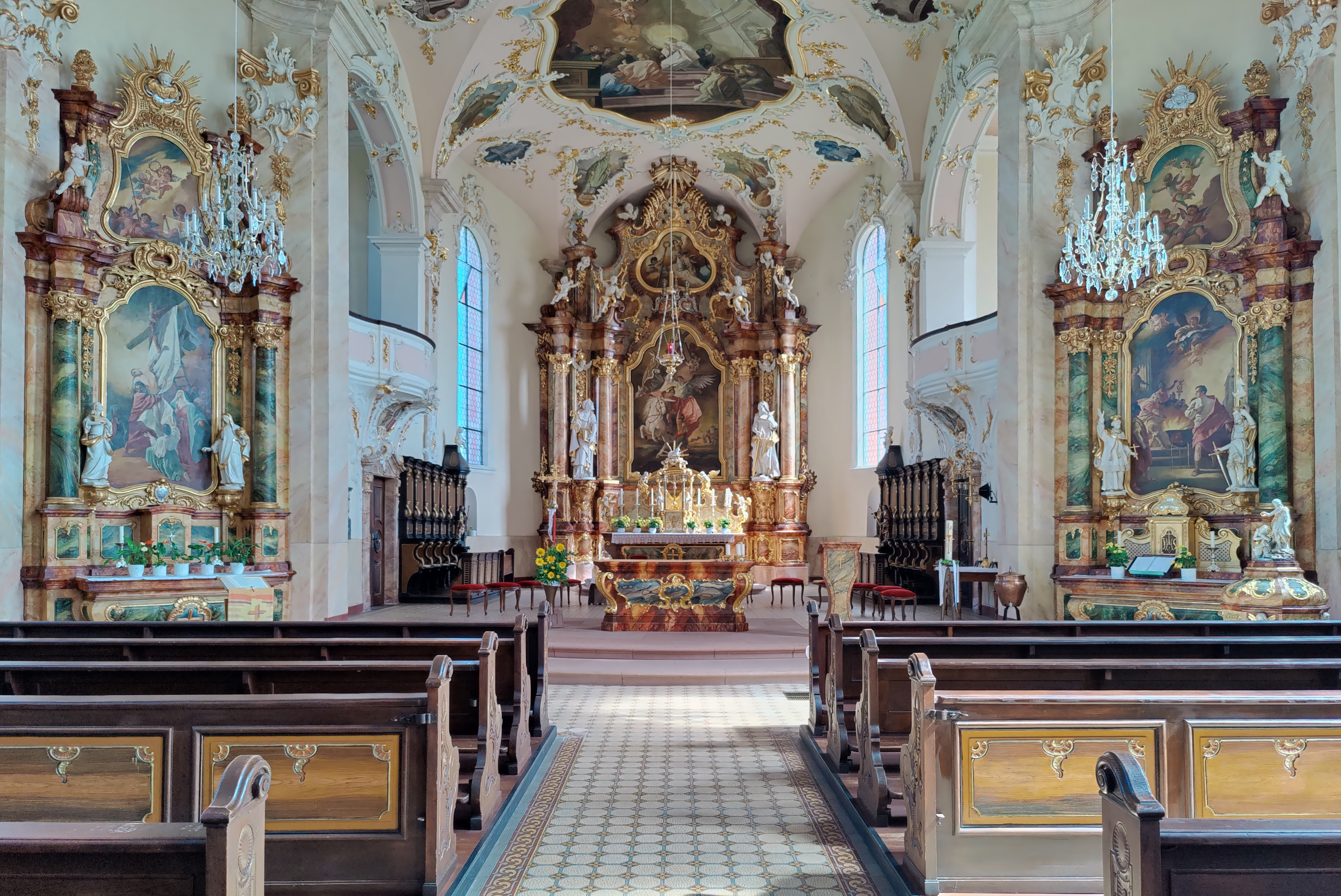
Altäre

Als Ende des Jahres 1906 die elektrische Beleuchtung installiert wurde, konnte das Kerzenlicht ersetzt werden. Zuvor brachte jeder Teilnehmer des Gottesdienstes seine eigene, gewickelte Kerze mit.

## Die Pfarrkirche nach dem Brand 1936
Am 28. Oktober 1936 brannte aufgrund eines Heizungsdefekts im Turmbereich die katholische Pfarrkirche aus. Dabei wurden im Innern zahlreiche Kunstwerke des 18. Jahrhunderts vernichtet. In seinem Bericht vom 11. Januar 1937 listete der damalige Pfarrer Josef Blum die verbrannten Gegenstände auf: Die Bilder der Seitenaltäre, der Schrein des hl. Coelestin, ein holzgeschnitzter Taufsteinaufsatz, Betstühle, die Orgel, sämtliche Stationsbilder, die Weihnachtskrippe, sämtliche Prozessionsstatuen, sämtliche Sakristeischränke, alle vier Glocken, Goldbrokatgewänder, sämtliche Musikalien des Kirchenchores. Auch die Kanzel und der Dachstuhl wurden ein Opfer der Flammen. Alle Gemälde und Stuckaturen waren zerstört.
Gerade Pfarrer Josef Blum bemühte sich beim Wiederaufbau intensiv um die Wiederherstellung des früheren Zustandes. So wurden Fotos als Vorlage der Rekonstruktionen herangezogen. Am 15. September 1937 erhielt der Kunstmaler August Braun aus Wangen im Allgäu den Auftrag, die Malereien wiederherzustellen, und bereits zum Jahresende war ein Deckengemälde fertig. Und zu Weihnachten wurden der Coelestinaltar und die neuen Glocken geweiht. 1939 waren die Altarbilder der beiden Seitenaltäre wiederhergestellt. Mit der Neufertigung der Kanzel war der Bildhauer Angelo Valentin in Offenburg beauftragt.
Als am 26. Dezember 1944 die Gemeinde Riegel bombardiert wurde und zahlreiche Häuser im Ortskern zerstört wurden, schlug vor dem Hochaltar eine Bombe ein. Auf Grund der kriegsbedingten wirtschaftlich schlechten Zeit war der Wiederaufbau bedeutend schwieriger als im Jahre 1936. Doch auch dieses Mal lag die Nachbildung des ursprünglichen Zustandes dem damaligen Pfarrer Blum am Herzen. Er ließ dieselben Künstler kommen, die beim ersten Wiederaufbau Stuckarbeiten oder Malereien ausgeführt hatten, z. B. August Josef Braun aus dem Allgäu. Die Deckengemälde zeigen dessen Signatur mit der Jahreszahl 1949.
Anhand alter Bildvorlagen wurden die Verzierungen und die Stuckornamente von dem Stuckateur Hans Georg Gigl nach dem Krieg durch die Firma Wiener & Schäffert rekonstruiert. Die mit einem Standbild des Hl. Michael gekrönte barocke Kanzel, vormals an der Ostseite, wurde an der westlichen Seite im Langhaus angebracht. Die weiß bemalten Holzfiguren der Apostel Petrus und Paulus, die Nebenpatrone der Kirche waren und am Hochaltar standen, wurden unterschiedlich stark beschädigt. Während die Statue des Hl. Paulus schwer geschädigt wurde, ist die Statue des Hl. Petrus vollständig verbrannt.
Auf dem erneuerten Hauptaltar ist seit dieser Zeit auf dem Altarblatt die Mantelteilung zu sehen. Darüber ist das Wappen des Patronatsherrn, des Grafen Christoph Anton von Schauenburg (gevierter Schild mit verziertem Andreaskreuz und Adler in wechselnder Stellung, in der Mitte darauf gelegtes Schildchen mit drei Kelchen) und das seiner Gemahlin Elisabeth von Hennin (Schiff mit drei Masten und Segeln) angebracht.
Der rechte Altar war ursprünglich der Hl. Anna geweiht, wurde aber nach der Überführung der Reliquien des Hl. Zölestin am 16. Mai 1779 umgetauft. Das Altarblatt zeigte den Hl. Johannes Nepomuk. Dessen Darstellung anstelle der Hl. Anna belegt die besondere Verehrung des Johannes Nepomuk durch die Familie Schauenburg. Jetzt, nach dem Brand von 1936, ist anstelle der Malerei eine Nepomuk-Statue aufgestellt. Auf dem Altarblatt wurde 1938 das Martyrium des Cölestin gemalt. Die Reliquie des Hl. Zölestin verbrannte mit dem Schrein 1936, die Überbleibsel sind in den Altar in einem Reliquienbehältnis eingebracht.
Das Grabmal der Maria Franziska, Gräfin von Hennin, geborene Beroldingen, das sich auf der linken Seite des Chores befindet, wurde beim Brand nur wenig beschädigt. Sie war die Schwiegermutter des Grafen von Schauenburg und lebte zusammen mit dessen Familie im Schloss. Sie starb am 8. September 1748 im Alter von 65 Jahren. Über der Grabinschrift ist das Wappen – ein Schiff mit drei Segeln – der Gräfin von Hennin, geborene Freiin von Beroldingen angebracht.

## Orgel

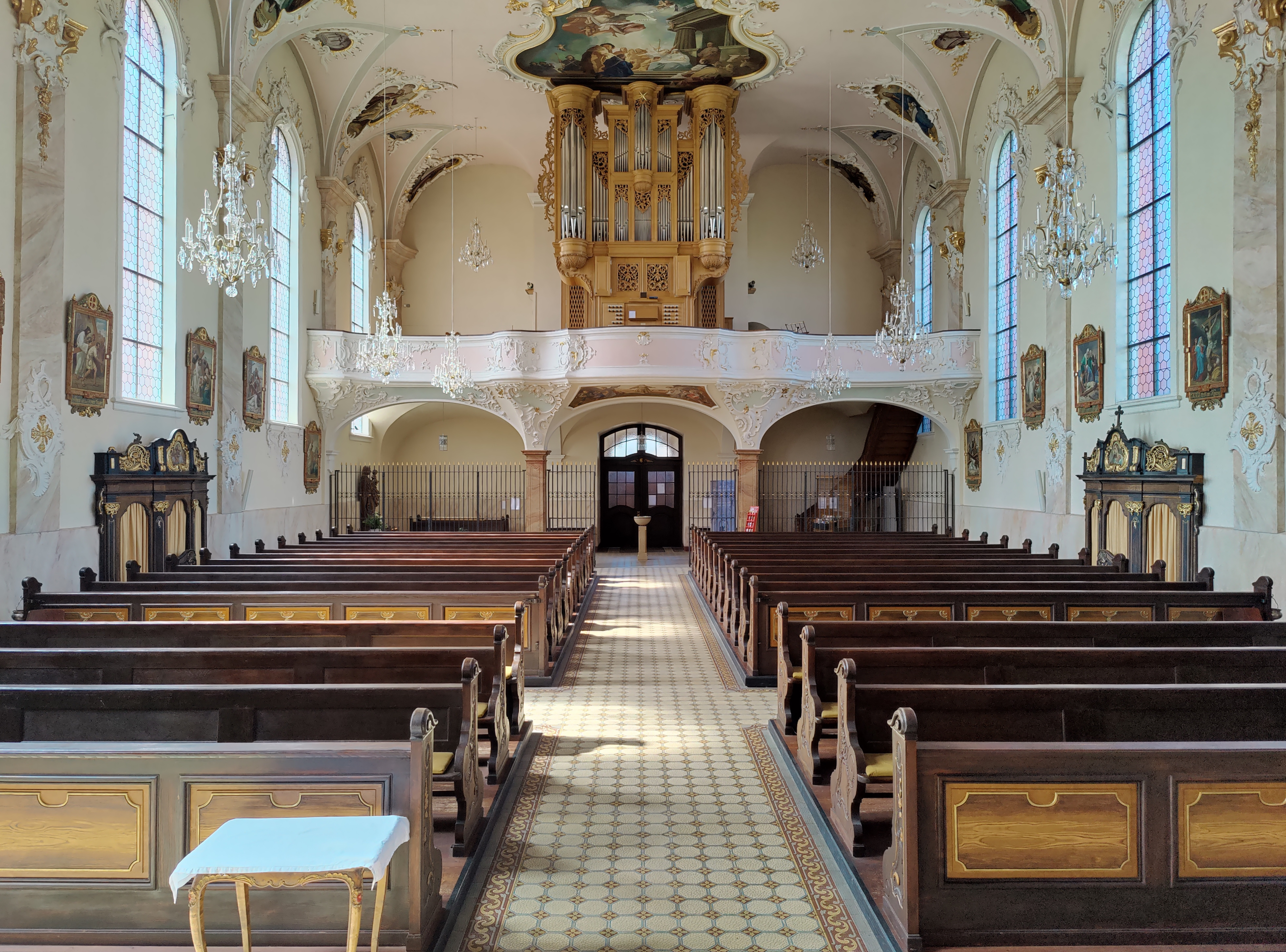
Blick zur Orgel

Am 23. Juni 1768 schloss die Gemeinde Riegel mit dem Orgelbauer Johann Andreas Silbermann in Straßburg einen Vertrag über den Bau einer Orgel ab. Sie wurde am 30. Oktober 1770 eingebaut und verfügte über 14 Register auf einem Manual und Pedal. Die Kosten für die Riegeler Orgel betrugen 3000 französische Livres. Sie erhielt vierzehn Register. Wie alle Silbermann-Orgeln war sie von hoher Qualität. Reparaturen erfolgten erstmals 1815, danach 1824, 1834, 1845, 1857, 1890 und 1899. 1917 mussten die Prospektpfeifen aus Zinn kriegsbedingt abgeliefert werden. 1929 folgte ein größerer Umbau durch die Orgelbaufirma Gebrüder Stehle aus Haigerloch-Bittelbronn, dem der originale französische Klangstil zum Opfer fiel. Pfeifen aus Zink wurden eingesetzt. Man orientierte sich nun am Zeitgeschmack.
Nach dem Kirchenbrand von 1936 wurde 1938 von dem Freiburger Orgelbauer Willy Dold eine neue Orgel mit 29 Registern auf drei Manualen und Pedal errichtet. Man versuchte das Äußere der Vorgängerorgel anzupassen. Die Qualität der Orgel aus dem 18. Jahrhundert blieb allerdings unerreicht. Verschiedene Schäden in den darauf folgenden Jahrzehnten machten schließlich einen völligen Neubau erforderlich. Sowohl der Musikliebhaber Pfarrer Rudolf Brandstetter, als auch der Organist und Chorleiter Georg Koch und Professor Musch zeichneten dafür verantwortlich. Das Ergebnis bestätigte die Ansprüche und Qualität. Am 17. März 1991 erfolgte die feierliche Einweihung der neuen Orgel, die in der Orgelbauwerkstätte Riegner & Friedrich, Hohenpeißenberg im Allgäu, gebaut wurde. Der Orgelprospekt ist dem barocken Raum entsprechend angepasst. Das Klangbild des Instrumentes orientiert sich jedoch bewusst an der norddeutschen Tradition. Die Orgel verfügt jetzt über 35 Register auf drei Manualen und Pedal. 2019 fand eine Überholung statt.

## Glocken
Die 1668 gegossenen Glocken wurden in den Neubau 1747 übernommen, doch als die größte 1769 sprang, wurde 1770 von der Gemeinde beschlossen, die Glocken umzugießen. Zuerst einmal gab es nur drei statt der vereinbarten vier Glocken, die insgesamt 4492 Pfund wogen. Doch die Gemeinde bestand auf vier Glocken. Sachverständige hielten den Turm für zu schwach gebaut. Im Sommer 1771 lieferte der Straßburger Glockengießer Mathäus Edel die bestellten vier Glocken innerhalb von sechs Wochen. Am 24. September erfolgte die feierliche Weihe durch den Prälaten von Ettenheimmünster. Die Teilherren, Elisabeth Auguste Eleonore, Markgräfin von Baden-Baden, Ferdinand Sebastian Freiherr von Sickingen-Hohenberg und Augustin Dornblüth, Abt zu Ettenheimmünster, standen Pate und sind inschriftlich auf der großen Glocke verewigt, ebenso der Vogt Hermann Rebenstock und der Heimburger Josef Hildebrand. Die zweite Glocke war dem Hl. Martin geweiht, die dritte den Hl. Petrus und Paulus und die kleinste dem Hl. Johannes Nepomuk. Diese musste 1805 umgegossen werden. Dieses Geläut überstand den Ersten Weltkrieg, wurde aber durch den Brand 1936 zerstört.
Ein Jahr nach dem Brand hatte die Glockengießerei Grüninger in Villingen vier neue Glocken (54 Zentner) gegossen. Am 17. März 1942 wurden drei Glocken kriegsbedingt abgehängt und zum Hochofen transportiert. Erst 1955 konnte ein neues vierstimmiges bronzenes Glockengeläut der Glockengießerei von Friedrich Wilhelm Schilling aus Heidelberg aufgehängt werden.
| Glocke | Durchmesser | Gewicht | Schlagton |
| ------ | ----------- | ------- | --------- |
| 1      | 1118 mm0    | 891 kg  | f′-2      |
| 2      | 917 mm      | 482 kg  | as′±0     |
| 3      | 820 mm      | 343 kg  | b′-2      |
| 4      | 755 mm      | 294 kg  | des″-1    |

1752 hatte der Straßburger Uhrmachermeister Christian Meyenbau eine Kirchenuhr installiert, 1896 trat eine neue an deren Stelle. Diese verbrannte ebenfalls 1936. Die neue Kirchturmuhr zeigt die Zeit optisch über Zifferblätter auf allen vier Seiten des Turmes an. Akustisch wird die Zeit über ein Uhrschlagwerk angezeigt: Glocke 1 sorgt für den Stundenschlag, die Glocken 2 und 3 werden zu jeder Viertelstunde angeschlagen.